# Why Don’t You Listen? Live at LACMA, 1998
Why Don’t You Listen? Live at LACMA, 1998 ist ein Jazzalbum von Horace Tapscott mit dem Pan Afrikan Peoples Arkestra und dem Chor The Great Voice of UGMAA. Die am 24. Juli 1998 im Los Angeles County Museum of Art entstandenen Aufnahmen erschienen im Mai 2019 auf Dark Tree Records, in voller Länge als Compact Disc und als Download, außerdem in gekürzter Form als Langspielplatte.

## Hintergrund
Ende 1961 gründete Tapscott mit anderen Musikern in Los Angeles das Pan-Afrikan Peoples Arkestra. Am Ende der 1960er Jahre entstand daneben die Union of God’s Musicians and Artists Ascension (UGMAA), die aus der früheren, von Tapscott gemeinsam mit Lester Robertson und Linda Hill initiierteren Underground Musicians Association hervorging, der alle Musiker der Formation angehörten und die Tapscotts Ansatz einer Bildungsarbeit in der afroamerikanischen Gemeinschaft von Watts unterstützen sollte.
Wie die Chicagoer Association for the Advancement of Creative Musicians (AACM) und die Black Artists Group (BAG) in St. Louis wurde diese Organisation gegründet, um der lokalen Szene zu dienen. Nach Marc Corotto ist wahrscheinlich wichtiger, dass sich die Bemühungen der UGMAA auf die Organisation von Gemeinschaften und die Ermächtigung der afroamerikanischen Community in der Stadt konzentrierte. Die Musik des Pan-Afrikan Peoples Arkestra war während der Turbulenzen der Bürgerrechtsbewegung, des Todes von Martin Luther King und Malcolm X, der Wirtschaftskrise der 1970er-Jahre, der Unruhen in Los Angeles 1992 und der anhaltenden Kriege der 1990er-Jahre zu hören. Auch andere Ensembles von der UGMAA angehörenden Musikern waren daneben tätig (und nahmen auch auf dem Nimbus-Label auf).
Das spätere Album Why Don’t You Listen? Live at LACMA, 1998 wurde am 24. Juli 1998 im Los Angeles County Museum of Art live aufgenommen und war einer von Tapscotts letzten Auftritten vor seinem Tod. Tapscott spielte zu dieser Zeit oft ein Trio oder Quintett bei den häufigen Freitagskonzerten des Museums, aber dieses Mal, so schrieb der Tapscott-Biograf Steven L. Isoardi in den Liner Notes, „beschloss Tapscott, über das übliche Kleingruppenformat hinauszugehen, indem er das Pan Afrikan Peoples Arkestra (Ark) einbrachte. Dieses bestand für dieses Konzert aus neun Mitgliedern, darunter drei Bassisten (Tapscott bevorzugte immer einen starken tiefen Ensembleklang), und The Great Voice of UGMAA (den Chor des Musikerkollektivs Union of God’s Musicians and Artists Ascension), ein Ensemble aus zwölf Sängern, darunter Amina Amatullah, eine Veteranin, die ihren ersten Chor in den 1960er Jahren gegründet hatte. Der Chor wurde von dem Sänger Dwight Trible geleitet.“
Trible ist Solist im dritten Stück „Fela, Fela“; dieses wird zu Ehren des nigerianischen Afrobeat-Künstlers Fela Kuti dargeboten, den Tapscott bewunderte, aber nie die Gelegenheit hatte, ihn zu treffen. Dieser Tribut-Track wurde nur vier Mal live gespielt. Es ist eine Zusammenarbeit, die Tapscott mit dem Arkestra-Mitglied Conguero Najite Agindotan ins Leben gerufen hatte, der in seinen frühen Jahren mit Fela in Nigeria zusammen war, bevor er nach Amerika gezogen war. Najite erzählte dem Biografen Isoardi, dass Tapscott die Bläserlinie aus dem Fela-Song „Why Black Men Dey Suffer“ genommen und auf dem Piano neu interpretiert habe. So entstand eine Mischung aus Piano, schwerem Bass, Schlagzeug, Bläsern und kaskadierendem Chor.
Das Konzert beginnt mit „Aiee! The Phantom“ (vom gleichnamigen Tapscott-Album von 1996); es enthält einige von Tapscotts kniffligsten Klavierwerken. Die Komposition, schreibt Isoardi in The Dark Tree, „basiert auf einem Stück, das Horace [Tapscott] Anfang der 1970er-Jahre für den Film Sweet Jesus, Preacher Man [Regie: Henning Schellerup] komponierte (und) war eine Anspielung auf ein Bild, mit dem man mit ihm assoziierte, ein Spiegelbild seines unkonventionellen Underground-Rufs und seiner Vorliebe für nächtliche Streifzüge, seine plötzlichen Besuche bei Freunden und Musikveranstaltungen und sein plötzliches Verschwinden.“ „Aiee! The Phantom“ ahmt Tapscotts Geist nach, schrieb Mike Sonksen (KCET), wobei sein Klavierspiel in einer Art Tanz zwischen Bläsern, Bass und Schlagzeug auftaucht und wieder verschwindet. Es ist leicht zu erkennen, wie die Originalkomposition für einen Film verwendet wurde. Nach „Aiee! The Phantom“ folgt eine weitere Instrumentalnummer, Tapscotts Neuinterpretation von Juan Tizols und Duke Ellingtons „Caravan“.
Im Folgenden wird „Why Don’t You Listen?“ (Horace Tapscott, Linda Hill) dargeboten; in den sechs Strophen des Liedes werden verschiedene Namen von Musikern und Gemeindemitgliedern genannt. Immer wieder wird die Frage gestellt: „Warum hörst du nicht zu?“ Namen wie James Moody, Dizzy Gillespie („Moody’s Mood and Dizzy Groove“), Dexter Gordon, Thelonious Monk, Dinah Washington und einige andere werden in der Litanei genannt. Das Lied beschleunigt und verlangsamt sich und zieht den Zuhörer durch jeden Zyklus näher und näher heran, notierte Mike Sonksen. Für Horace sei die Musik eine Art Kommunion; „er wollte immer, dass die Leute den Musikern zuhören, den Dichtern zuhören und den Mitgliedern der Gemeinde zuhören.“ An einem der Höhepunkte des Liedes singt der Chor „Jetzt hör zu“, gefolgt von einer bedeutungsvollen Pause.
| Why don’t you listen to sounds of truth Why don’t you listen Why didn’t you listen to Bird and Trane Why didn’t you listen Why didn’t you listen to Lady Day Why didn’t you listen Why didn’t you listen to what they say Why didn’t you listen | Warum hörst du nicht auf Klänge der Wahrheit? Warum hörst du nicht zu Warum hast du nicht auf Bird und Trane gehört? Warum hast du nicht zugehört Warum hast du nicht auf Lady Day gehört? Warum hast du nicht zugehört Warum hast du nicht auf das gehört, was sie sagen? Warum hast du nicht zugehört |

Die Sänger rufen dies über einem beharrlichen Puls, komplett mit Handperkussion, dröhnenden Blechbläsern und eindringlichen Rufen. Ungefähr bei der Fünf-Minuten-Marke bricht das Stück in eine Post-Bop-Swing aus, wobei das Sopransaxophon von Michael Session darüber hinwegfegt. Eine Solo-Gesangsepisode und ein schneidendes Schlagzeugfeature von Donald Dean führen zurück in den Refrain.

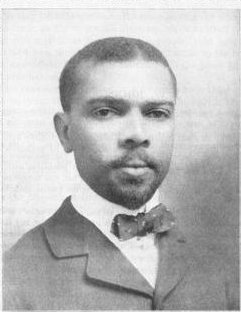
James W. Johnson im Alter von etwa 30 Jahren

„Little Africa“ ist der letzte Song auf dem Album und laut Steve Isoardi wurde er Mitte der 1960er-Jahre von Linda Hill zu Ehren ihres neuen Enkels geschrieben. Linda Hill war viele Jahre dem Arkestra verbunden. „Horace und das Arkestra führten jahrzehntelang ‚Little Africa‘ auf“, so Isoardi in einem Interview. „In den letzten zehn Jahren von Horaces Leben wurde ‚Little Africa‘ zu seiner bevorzugten Art, Konzerte zu beschließen, mit ‚Lift Every Voice and Sing‘, der ‚Negro National Anthem‘ [von James Weldon Johnson] als zweizeilige Coda.“
Der an Lungenkrebs erkrankte Horace Tapscott spielte danach nur noch bei drei weiteren Auftritten, zwei davon waren mit kleineren Gruppen. Das Arkestra hatte nur noch einen weiteren Auftritt mit Tapscott, im September 1998 beim Leimert Park Jazz Festival, und dort hing sein Arm in einer Schlinge. Aufnahmen von diesem Abschlusskonzert sind in der Dokumentation Leimert Park: The Story of a Village in South Central Los Angeles zu sehen. Zwanzig Jahre nach seinem Tod veröffentlichte Bertrand Gastauts Label Dark Tree das Konzert, an dem Tapscott zuletzt aufgetreten ist, bevor die Krankheit weitere Auftritte unmöglich machte. Die Archivveröffentlichung Why Don’t You Listen? fängt das Ensemble ein, bei dem man letztmalig Tapscott erleben kann, wo er Berichten zufolge noch gesund genug war, um Piano zu spielen und die Band zu leiten. Horace Tapscott starb im Februar 1999 im Alter von 64 Jahren.

## Titelliste
- Horace Tapscott with the Pan Afrikan Peoples Arkestra and the Great Voice of UGMAA: Why Don’t You Listen? Live at LACMA, 1998 (Dark Tree DT(RS)11)[8]

LP-Edition
A Fela Fela (Horace Tapscott, Najite Agindotan) 14:06

B Why Don’t You Listen? (Horace Tapscott, Linda Hill) 14:21
CD-Edition
1. Aiee! The Phantom (Horace Tapscott) 16:14
2. Caravan (Duke Ellington, Juan Tizol) 13:35
3. Fela Fela (Horace Tapscott, Najite Agindotan) 14:06
4. Why Don’t You Listen? (Horace Tapscott, Linda Hill) 14:21
5. Little Africa (Linda Hill) 14:49

## Besetzung
- Pan Afrikan Peoples Arkestra: Michael Session, Sopransaxophon, Phil Ranelin, Posaune, Horace Tapscott, Dirigent, Pianist, Alan Hines, Bass, Trevor Ware, Bass, Louis Large, Bass, Donald Dean, Schlagzeug, Najite Agindotan, Congas, Bill Madison, Schlagzeug, Dwight Trible, Gesang

- The Great Voice of UGMAA: Afifa Amatullah, Amina Amatullah, Donte Chambers, Ndugu „Jingles“ Chandler, Brenda Horn, Chini Kopano, Torre Reese, Maria Rosa, Tine, Denise Tribble, Dwight Trible, (Leitung), Carolyn Whitaker

## Rezeption

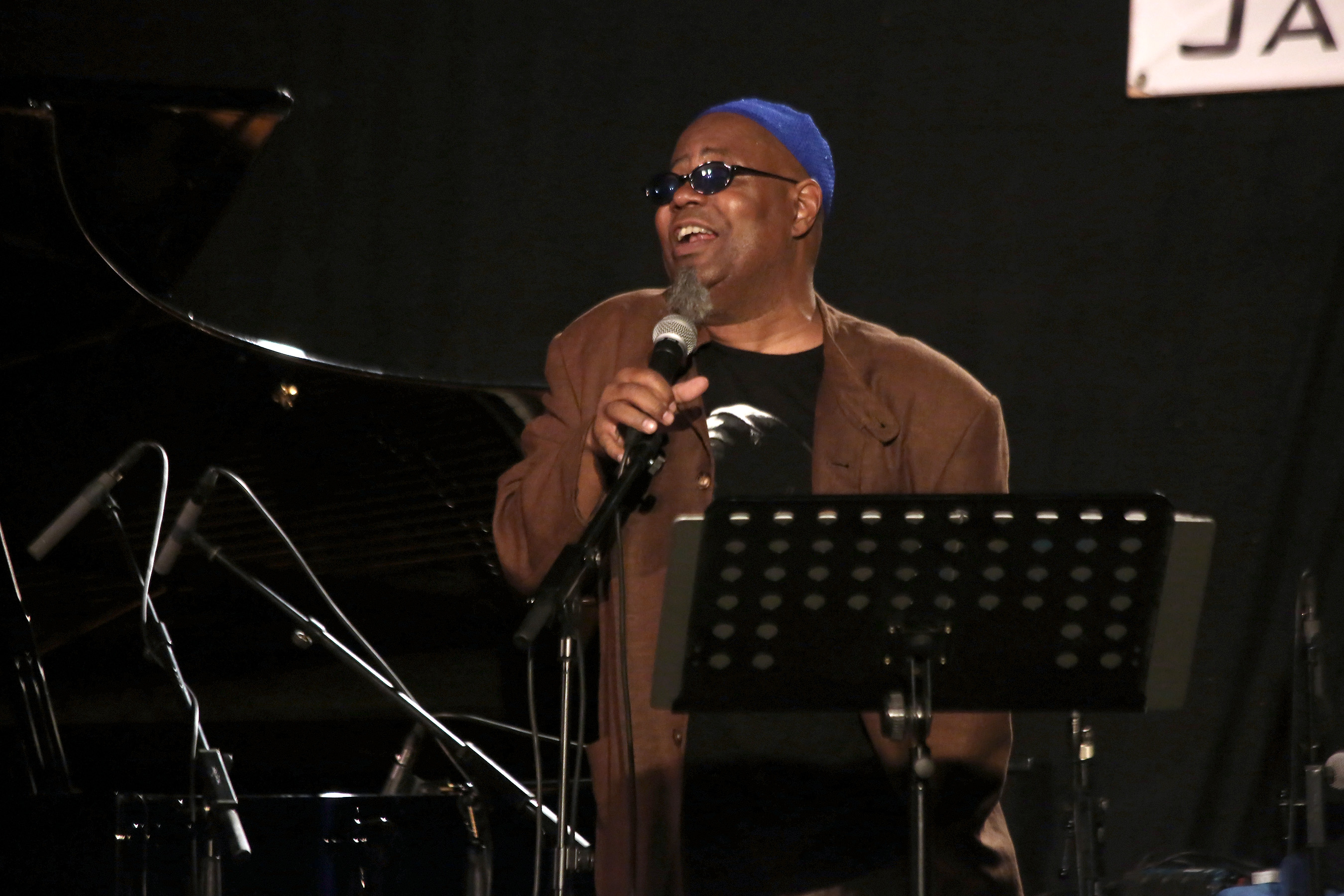
Dwight Trible beim INNtöne Jazzfestival 2013

Die Musik und Botschaft des Komponisten und Bandleaders – sie sind untrennbar miteinander verbunden, schrieb Michael J. West in JazzTimes, und beide seien in den 20 Jahren seit seinem Tod nur noch dringlicher geworden. Der Mitschnitt würde so frisch und lebendig klingen, als wäre er erst gestern aufgezeichnet worden. Sieben Monate später würde Tapscott an dem Lungenkrebs sterben, der seinen Körper bereits in dieser Nacht im Museum verwüstete. Doch dies habe weder seinen Einfallsreichtum noch seinen Schwung beeinträchtigt, ganz zu schweigen von der zehnköpfigen Version seines Pan Afrikan Peoples Arkestra oder des zwölfstimmigen Great Voice of UGMAA-Chors. Ellingtons „Caravan“ habe er gründlich als Afrobeat-Beschwörung umgeschrieben. Die schreiende Leadstimme von Dwight Trible werde in ihrer Intensität nur von einem kreischenden Altsaxophon-Solo von Michael Session übertroffen – aber es sei vor allem die rhythmische Troika aus Schlagzeuger Donald Dean, Conguero Najite Agindotan und Perkussionist Bill Madison, die das stetige Rollen erzeuge. Bei „Fela Fela“ hätten sie noch fester das Kommando, mit einem härter akzentuierten Groove, der den fröhlichen Yoruba-Gesang des Chors trage.
Tapscotts Biograf Steve L. Isoardi schreibt in den Liner Notes des Albums: „Heute ist das neue Label, das für die Musik der schwarzen Community von Los Angeles auftaucht, ‚Spiritual Jazz‘ geworden. Für Horace, das Ark[estra], den Chor und die vielen Brüder und Schwestern deren Wurzeln Jahrzehnte zurückreichen, war ihre Kunst auch gemeinschaftlich, politisch und revolutionär. Im Wesentlichen ein aktiver Widerstand gegen alle Manifestationen von Unterdrückung – Spiritualität in ihrer bedeutungsvollsten Form.“
Tapscotts Arkestra sei auf dieser Aufnahme in seltener Form, schrieb Mike Sonksen (KCET), und was es besonders mache, sei dass die Gruppe, obwohl sie auf eine fast 40-jährige Geschichte zurückblicke, nur wenige Alben aufgenommen habe. Sie sei nie auf kommerziellen Erfolg ausgerichtet gewesen; vielmehr sei sie zu sehr damit beschäftigt gewesen, in öffentlichen Parks, Schulen, Kirchen, Gefängnissen und überall sonst, wo sie gerufen wurden, Musik zu spielen. Was diese Aufnahme auch besonders wertvoll mache, sei dass man Tapscott mit dem Pan Afrikan Peoples Arkestra in seinem erweiterten Format und beim letzten Konzert in voller Stärke erlebe. Ein lebhafter gesellschaftspolitischer Geist sei eine treibende Kraft in all seiner Musik, und „Why Don’t You Listen?“ verkörpere besonders die Energie. Die radikale Musikalität, in den Auftritten des Pan Afrikan Peoples Arkestra allgegenwärtig, sei der Grund, warum sie in den späten 1960er-Jahren die Gruppe der Wahl für die Ortsgruppe der Black Panther Party in Los Angeles waren.
Obwohl Tapscott bereits 1999 gestorben war, strahle sein Vermächtnis aufgrund der steigenden Popularität zeitgenössischer Jazzkünstler wie Kamasi Washington heller denn je, glaubte Mike Sonksen. Die fünf Stücke auf dem Album Why Don’t You Listen? Live at LACMA, 1998 seien „die Quintessenz des transzendentalen Tapscott“, begleitet von seinem Pan Afrikan Peoples Arkestra. Diese Aufzeichnung bezeuge, dass Tapscott und sein Arkestra die Quelle so vieler Bewegungen sind, die bis heute andauern würden.

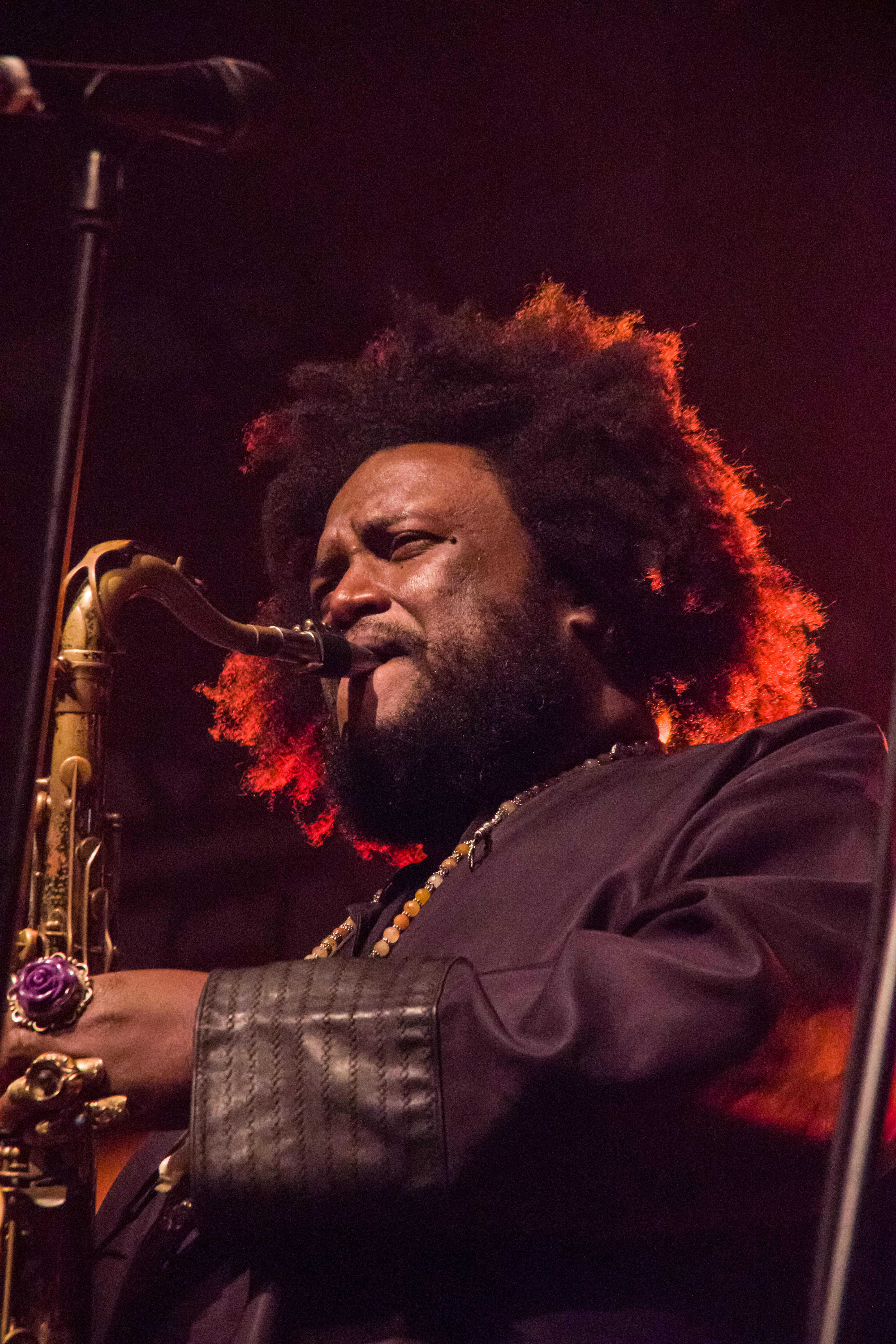
Kamasi Washington (2019)

Der fast 15-minütige Titeltrack des Albums sei eine gute Einführung in Tapscotts expansiven Ansatz, schrieb Hank Shteamer (Rolling Stone). Während sich ein Großteil des verfügbaren Outputs des Arkestra auf das komplizierte Instrumentalwerk des Leaders konzentriere, das von funky bis frei reiche, fokussiere Why Don’t You Listen? die Stimme. Die Mischung aus düsteren, Gospel-ähnlichen Texturen mit optimistischer, ungezügelter Improvisation des Tracks „Why Don’t You Listen?“ habe Präzedenzfälle im Jazz – Duke Ellingtons Sacred Concerts, großartige Charles-Mingus-Werke wie „Meditations on Integration“, – aber Tapscott habe eindeutig seine eigene reiche Ästhetik entwickelt. In „Why Don’t You Listen?“ sei es leicht zu verstehen, warum aufstrebende Musiker wie Kamasi Washington von seiner Vision so beeindruckt waren – und wenn man diesem Faden zu Washingtons eigener Arbeit folge, sei es ebenso deutlich, das Echo einer früheren Jazzrevolution in L.A. zu hören.
Das wahre Mark der Aufführung des Abends sind die drei Gesangsnummern mit dem Chor The Great Voice of UGMAA, schrieb Mark Corroto in All About Jazz. Der Titeltrack fragt uns, warum wir nicht auf „Bird and Trane“, „Lady Day“, Max Roach und andere gehört hätten, und der Appellwürde uns daran erinnern, dass „es der Klang der Freiheit ist“. Diese Aufnahme als monumental zu bezeichnen, sei ein schlechter Dienst an der Untertreibung.